# Капаган-каган
Капаган-каган (др. тюрк. ‏𐰴𐰯𐰍𐰣׃𐰴𐰍𐰣‎, кит. упр. 迁善可汗, пиньинь qianshankehan, палл. Цяньшань кэхань, личное имя Мочур, устар. Мочжо, кит. упр. 阿史那默啜, пиньинь ashinamochuo, палл. Ашина Мочо) — каган Восточно-тюркского каганата с 693 по 716 год. Поставил своей целью добиться признания суверенитета Восточного Каганата. В результате войн с Тан-Чжоу добился возрождения тюркского могущества.

## Правление

### До вступления на престол
Будущий каган был родственником Кат Иль-хан Багадур-шада и младшим братом Эльтериш кагана. В 682 получил от Эльтериша титул «шад». В Онгинском памятнике надпись от лица Капагана сообщает о его многочисленных войнах, в том числе с империей Тан, которых тюрки продолжали именовать табгачами. Победы восставших тюрок объясняются верностью законному кагану. Капаган убеждал своих братьев и сыновей во всём поддерживать Эльтериша.

### Начало правления 693—697
После смерти Эльтериш кагана возникла смута и Мочур пришёл к власти. Вскоре тюрки напали на Линчжоу. 18 китайских полководцев отправились на поиски кагана, но не нашли его. В итоге Хяо Ге укрепился в Шофане для охраны границы.
Ли Цзиньчжун, глава киданей, восстал против имперской власти и каган неожиданно вызвался подавить мятеж. Китайцы признали его (迁善可汗) — Цяньшанькэханем. Ли Цзиньчжун скоропостижно умер и каган легко разгромил киданей. Императрица распорядилась выслать ему наградную грамоту с пышным титулом (颉跌利施大单于、立功报国可汗). Но пока грамота шла, каган уже повернул войска против китайцев и ограбил Линчжоу и Шанчжоу, дальше не продвинулся, так как был разбит.
В 697 каган выдвинул условия мира: 1. Императрица У усыновляет его (признание главенства Тан/Чжоу), 2. его дочери выходят замуж за членов императорской фамилии, 3. передать под управление кагана всех тюрок шести округов в Ордосе, 4. 100 000 ху проса, 3 000 ед. сельхозинвентаря, несколько десятков тыс. джинов железа. В случае отказа хан грозил войной. После долгих колебаний тюркам выдали зерно, железо и подданных. Ван У Яньсю отправился выдавать свою дочь за воинственного кагана, с ним отправилась пашная процессия чиновников. Но Капаган заявил, что желает мира и родства с танскими Ли, а не с домом У. Поэтому каган арестовал китайскую делегацию и объявил себя защитником династии Тан.

### Война 697—698 года
Призыв кагана защитить Тан, стал поводом к новой войне. Янь Чживэж, глава свадебной процессии, поддержал кагана. Вскоре 100 000 тюрок атаковали северную границу империи. Корпуса Цзиннань, Пинди и Цини были отброшены, из корпуса Цзиннаньцзюнь 5 000 человек перешло к тюркам. Каган обложил Гуйтхань. Императрица собрала 300 000 воинов и назначила У Чжунгуя — центральным, Шачи Чжуни — западным, Чжан Цзиньтан — восточным полководцем. Янь Цзинюн и Ли Доцзо со 150 000 укрепили западную армию.
Каган стремительно двигался: Юйчжоу и Фэйху были разграблены, потом разорён Динчжоу, Сунь Яньгао погиб от рук тюрок, империи был нанесён огромный ущерб. Императрица обещала титул князя 1-й степени любому, кто убьёт Капагана. Тюрки окружили Чжаочжоу, министр Тан Божо стал вести переговоры с каганом. Гао Жуй был убит, и Сянчжоу атакован. Императрица переформировала армию для защиты столицы и вернула законного наследника Ли Сянь из ссылки. Понимая, что он не сможет уничтожить всю имперскую армию, каган казнил около 90 000 пленных и вернулся в степь. Север империи лежал в развалинах, китайские генералы боялись преследовать тюрок. Тюрки вернули себе силу, которой они обладали до воцарения Ли Шиминя.

### Войны 699—710
Весь 699 год ушел на обустройство возрождённого каганата. Капаган распределил воинов между сыновьями и приказал постоянно менять ставку орды. В непосредственном распоряжении кагана и сыновей находилось 60 000 воинов. В 701 году каган грабил границу, избегая крупных столкновений. В 702 осадил Бинчжоу и забрал из провинции 100 000 лошадей. Сян Ван, командующий северной группой войск, не решился атаковать кагана.
В 703 году Мохэ Дагань привёз в столицу предложение кагана, о браке его дочери и сына Чжун-цзуна, тюро Или Таньханя подарил 1000 лошадей, и вопрос считали решённым. В 706 каган снова напал на Китай и в битве при Минша разгромил китайскую армию. Тяжёлая кавалерия тюрок пробила строй китайской пехоты и стали колоть отступающих. Тюрки разграбили несколько областей и вернулись в степь. Чжун-цзун разорвал брак своего сына и каганской дочери и объявил что сделает князем 1-й степени того, кто убьёт Капагана. Чжан Цзиньдань построил у великой стены три крепости Шоусянчэн для борьбы с тюрками.

### Восстания в каганате 710—716
В 710 Жуй-цзун вступил на престол и каган попросил мира и родства. Дочь князя Чен ци стала его женой под именем Гинь Шань. Генерал Сунь Цюань попал в плен к тюркам и каган приказал казнить его. Каган отправился походом на запад, где разбил Могэ-мукрино, кидани и хи были подчинены. С годами каган стал жестоким и неуправляемым и наложил на подданных огромную дань. Карлуки, хулуву, шуниши откололись и просили танского подданства. Восстали татабы, кидани и даже тюрки-огузы.
В 714 Сюань-цзун принял сына кагана — Янвочжы Дэлэ, который женился на дочери Шу Вана. Каган отправил своего сына Ине-хана (вместе с Тунво Дэлэ и Хоба Цзелифу Шишиби) во главе отборной конницы для атаки Бэй-тина. В результате Го Цяньхуан разбил их, Тунво погиб, а Хоба перешёл на сторону Тан.
К 715 году каганат рассыпался на части. Каган не успевал давить восстания. В Джунгарии его войска были наголову разбиты. Кюль-тегин, сын Кутлуга племянник кагана и блестящий полководец смог разгромить большинство восставших, но каган отстранил его от командования. В 716 Капаган разбил тюрок-огузов. На обратном пути он случайно отделился от войска и в лесу наткнулся на группу воинов племени байырку, которые отрубили ему голову. Хэ Линцуань привёз голову кагана в Сиань.
Тюркские советники объявили каганом сына Капагана Инэль-хана.